# Pilostyles
Pilostyles es una género de planta parásita perteneciente a la familia Apodanthaceae. Se distribuye desde Estados Unidos hasta Brasil.

## Taxonomía
Pilostyles fue descrito por Jean Baptiste Antoine Guillemin y publicado en Annales des Sciences Naturelles; Botanique, sér. 2, 2: 21, en el año 1834. La especie tipo es: Pilostyles berteroi Guill. 

## Especies
- Pilostyles berteroi Guill.
- Pilostyles blanchetii (Gardner) R. Br.
- Pilostyles calliandrae (Gardner) R. Br.
- Pilostyles caulotreti (H.Karst.) Hook.f.
- Pilostyles ingae (H. Karst.) Hook. f.
- Pilostyles mexicana (Brandegee) Rose
- Pilostyles pringlei (S. Watson ex B.L. Rob.) Rose
- Pilostyles sessilis Rose
- Pilostyles stawiarskii Vattimo-Gil
- Pilostyles thurberi A. Gray
- Pilostyles ulei Solms
- Pilostyles boyacenses